# Dereše
Dereše (ungarsk: Deres) er med 2.004 moh. den tredjehøjeste top i bjergkæden  Nedre Tatra i det centrale Slovakiet. Den ligger  mellem områdets højeste bjerge, Ďumbier og Chopok i øst, og Chabenec i vest. Dereše er et populært rejsemål blandt alpine skiløbere på trods af høj risiko for laviner. Den naturskønne sti på toppen af Dereše er omgivet af hundreder af varder .